# 羅拔·麥高
羅拔·麥高（英語：Robert Magaw，1738年—1790年），大陸軍軍官，曾參與美國獨立戰爭。
麥高生於1738年愛爾蘭，後來隨家人移民到北美殖民地，並在賓夕法尼亞州坎伯蘭縣卡萊爾定居。麥高成年後學習法律，成為執業律師。
1774年，麥高參與賓夕法尼亞州的地方議會。當美國獨立戰爭爆發後，麥高便棄筆從戎，加入進行波士頓之圍的民兵，並獲得了少校軍銜。後來麥高輾轉調往不同的賓夕法尼亞州民兵軍團，又陞任為上校，並參與了長島會戰及白原戰役。在華盛頓堡攻城戰中，麥高負責防守堡壘，但不敵英軍攻勢，最後被迫投降，成為戰俘。不過麥高同時獲准保釋，可以在紐約市活動，並在期間與妻子結識。
1780年麥高根據交換戰俘協議獲釋，最後在1781年從軍隊退役。接著麥高參選賓夕法尼亞州議會，並且是籌辦狄金森學院的發起人之一。1790年麥高去世，在卡萊爾下葬。